# The Wolf (Garbsen)
The Wolf ist ein privater Hörfunksender aus dem Hause Radio 21, dessen Programm überwiegend aus Country-Musik und New Country besteht. Die Verbreitung erfolgt per Livestream sowie in vier Bundesländern über DAB+.

## Programm
The Wolf ist ein Formatradio, das unter der Woche aus moderierten Shows, Beiträgen sowie halbstündlichen Nachrichten besteht. Am Wochenende werden ebenfalls moderierte Sendungen ausgestrahlt.
Das Programm wird als Gemeinschaftsproduktion mit Rockland Radio hergestellt. Dabei sind die regionalen Verbreitungen nach Bundesländern zwischen beiden Muttersendern aufgeteilt.

## Empfang
Die aktuellen DAB+-Kanäle von The Wolf sind (Stand 15. Januar 2024):
- Bremen: 6A
- Hamburg: 12C
- Hessen: 6A (Nord), 12C (Süd)
- Niedersachsen: 7B (Visselhövede), 7D (Göttingen), 8B (Osnabrück, Lüneburg), 8C (Hannover), 9C (Stadthagen), 10B (Steinkimmen), 10C (Cloppenburg), 11A (Aurich), 11B (Braunschweig)